# یالی‌هویوق
یالی‌هیوق (به ترکی استانبولی: Yalıhüyük) یک منطقهٔ مسکونی در ترکیه است که در استان قونیه واقع شده‌است. یالی‌هیوق ۱٬۰۹۴ متر بالاتر از سطح دریا واقع شده‌است.